# Clubiona lena
Clubiona lena är en spindelart som beskrevs av Friedrich Wilhelm Bösenberg och Embrik Strand 1906. Clubiona lena ingår i släktet Clubiona och familjen säckspindlar. Inga underarter finns listade i Catalogue of Life.